# Colombina

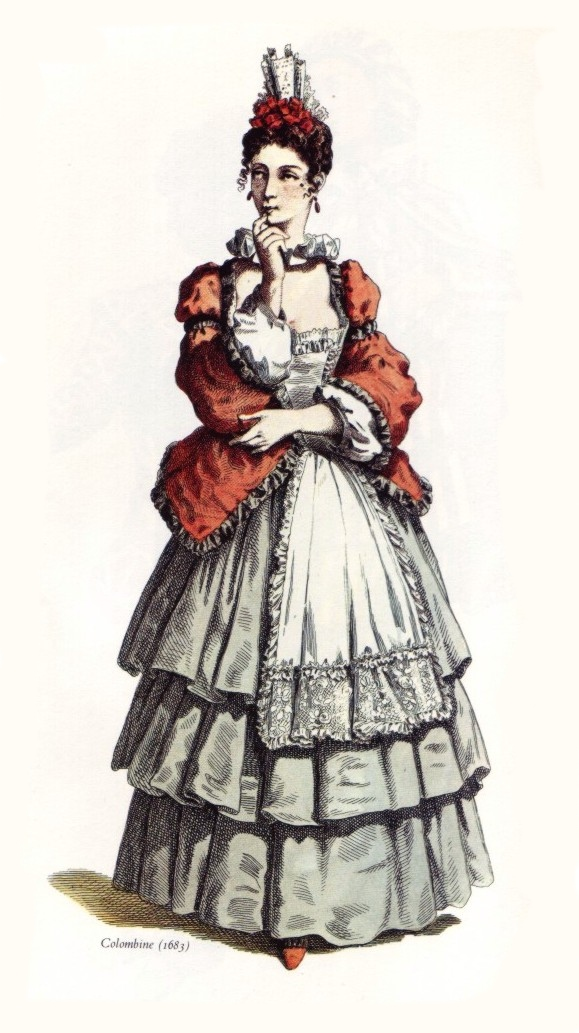
Colombina com trajes típicos do final do séc. XVII

A Colombina (do italiano colombina, "pombinha") é uma personagem da Commedia dell'arte, um gênero de teatro popular que surgiu na Itália, no século XVI. Em geral, aparece como uma serva ou empregada de alguma dama e é caracterizada como uma moça linda e inteligente, de humor rápido e irônico, sempre envolvida em intrigas e fofocas, apaixonada por Arlequim, e amada em segredo pelo romântico Pierrot.